# Itil (Stadt)

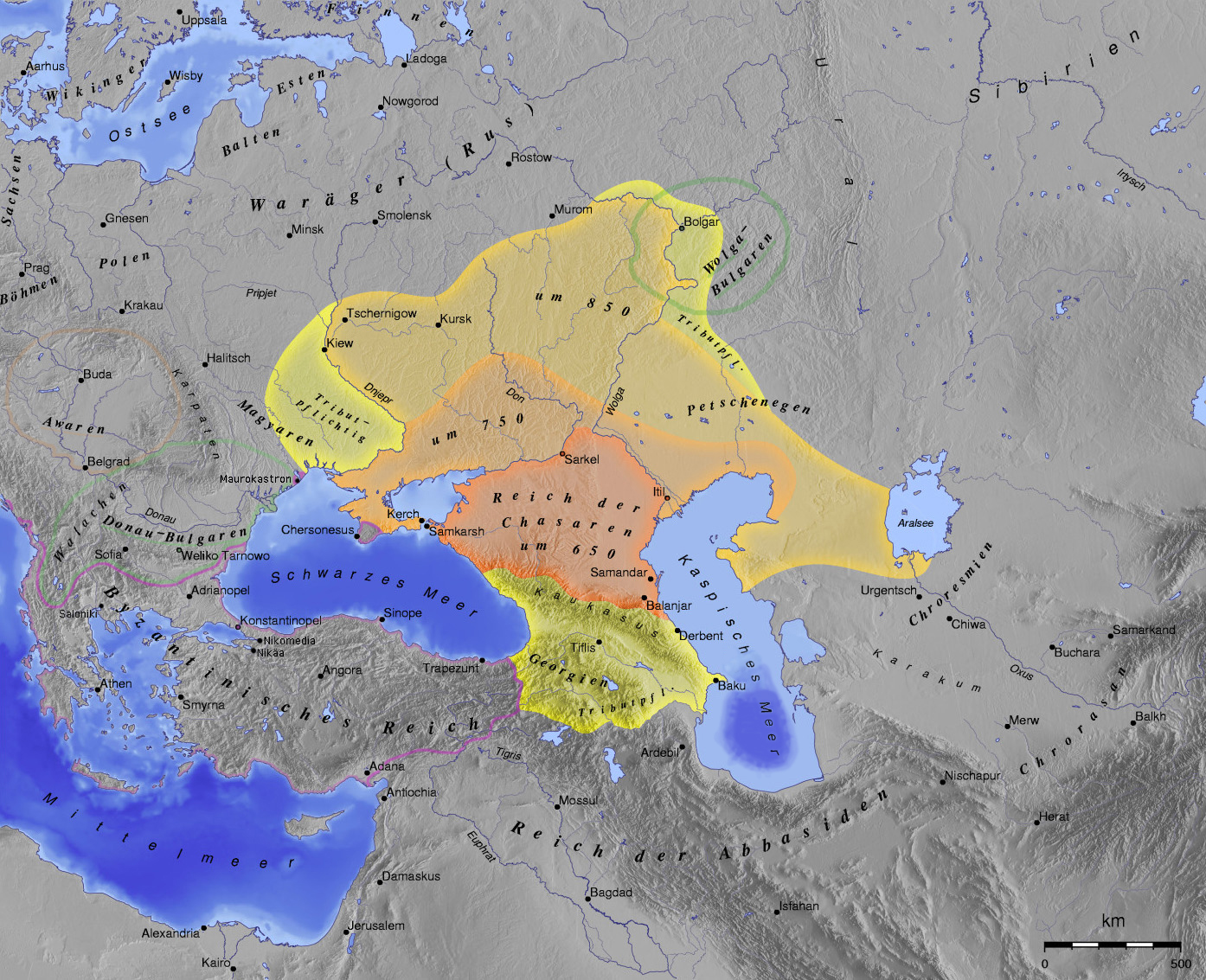
Reich der Chasaren

Itil, auch Atil oder Ätil, (wörtlich: „großer Fluss“) war die historische Hauptstadt des Reichs der Chasaren von der Mitte des 8. Jahrhunderts bis zum Ende des 10. Jahrhunderts. Der Name leitet sich von der türkischen Bezeichnung des Flusses Wolga ab.

## Geschichte
Itil befand sich im Wolgadelta am nordwestlichen Ufer des Kaspischen Meeres. Nach der Niederlage der Chasaren im zweiten chasarisch-arabischen Krieg wurde die Hauptstadt des Reichs von Samandar nach Itil verlegt. In arabischen Quellen des 9. Jahrhunderts erscheint die Stadt unter dem Namen Chamlidsch, der Name Itil/Ätil erscheint im 10. Jahrhundert. Zu ihrer Blütezeit war die Stadt ein bedeutendes Handelszentrum und bestand aus drei durch die Wolga getrennten Stadtteilen. Der westliche Teil war das Verwaltungszentrum der Stadt, einschließlich des Gerichts und der Armeegarnison. Der östliche Teil war später erbaut worden und stellte das Handelszentrum Itils dar. Hier gab es öffentliche Bäder und Geschäfte. Zwischen ihnen befand sich die Insel, auf der die Paläste des chasarischen Chagans und des Beks standen. Diese Insel war mit den anderen durch eine Pontonbrücke verbunden. Nach arabischen Quellen wurde eine Hälfte der Stadt Ätil genannt, die andere dagegen Chasaran.

## Religiöse Toleranz
Ätil/Itil war eine multireligiöse und polyethnische Stadt, in der Juden, Christen, Muslime, Schamanisten und Heiden lebten, darunter viele Händler aus anderen Ländern. Alle Religionsgruppen verfügten über ihre eigenen Kultstätten, und das städtische Gericht wurde nach religiösem Proporz besetzt, sodass alle genannten Religionen vertreten waren, und jeder Angeklagte hatte das Recht, dass sein Fall von einem Richter seiner eigenen Religion behandelt würde.

## Zerstörung Atils
Im Jahr 968 oder 969 eroberte und zerstörte der Kiewer Herrscher Swjatoslaw I. die Stadt. Die Chasaren der Stadt flüchteten auf die vor Itil liegende Insel Bab al-Abwab in der Wolgamündung. Ibn Hauqal und al-Muqaddasi erwähnen die Stadt auch nach 969 noch, was auf einen möglichen Wiederaufbau hinweist. Al-Bīrūnī dagegen berichtet um 1030, dass die Stadt in Trümmern liege. Der arabische Reisende Abu Hamid beschrieb jedoch ein Jahr später Chasaren in der Itil benachbarten Stadt Saqsin am Wolgadelta. Möglicherweise aber handelte es sich schon um deren petschenegische, (ogh)usische oder kumanische Nachfolger.
Archäologische Überreste Itils sind niemals gefunden worden. Es wurde darüber spekuliert, dass dies an einem möglichen Anstieg des Meeresspiegels liegt. Heute befindet sich in der Nähe der historischen Stadt die russische Großstadt Astrachan. Russische Archäologen vermuten die ursprüngliche Lage der Stadt circa 120 Kilometer nördlich der Stadt, in der Nähe der Ruinen der ehemaligen Hauptstadt der Goldenen Horde Sarai-Batu.